# Ultimul corupt din România
Ultimul corupt din România este ultimul film regizat și finisat de Sergiu Nicolaescu. Lansat pe 17 februarie 2012, este continuarea filmului său anterior, comedia Poker (2010). În Ultimul corupt din România joacă Horațiu Mălăele, Valentin Teodosiu, Vladimir Găitan, Cătălina Grama (Jojo), Ion Rițiu și George Mihăiță. Deși Poker fusese dezmembrat de critica de specialitate, fiind descris de Iulia Blaga drept „o troacă de lături pe banii noștri, în capul nostru”, iar Nicolaescu, scenaristul Adrian Lustig, Găitan, Teodosiu și Horațiu Mălăiele tratați de „porci bătrâni”, Nicolaescu a primit totuși de la Centrul Național al Cinematografiei suma de 1.561.000 de lei, din bani publici, pentru această continuare. A fost a doua sumă ca mărime acordată în acel an.